# Escriptura mexica

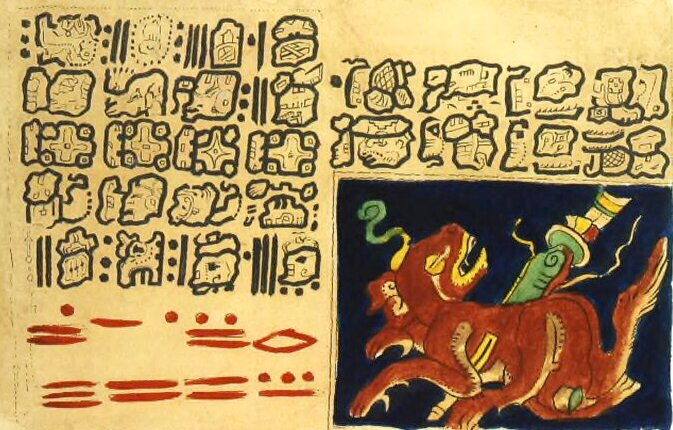
Jeroglífics mexiques recollits per von Humboldt

L'escriptura mexica era el sistema d'escriptura utilitzat per la civilització mexica, coneguda també com a civilització asteca, basada en convencions i símbols representats per pictogrames i posteriorment per ideogrames, de la tradició mesoamericana dels pobles del centre de l'actual Mèxic dels períodes epiclàssic i del postclàssic mesoamericà. El seu ús (lectura i escriptura) es reservava gelosament a l'elit governamental i sacerdotal mexica i la seva possessió significà un signe de poder i misticisme en poder registrar i perpetuar el passat. Els lectors i escriptors s'anomenaven tlacuilos.
Igual que altres pobles del postclàssic mesoamericà, els mexiques van emprar el paper amate o la pell de cérvol com a suport per a l'elaboració dels amoxtli. El sistema d'escriptura dels mexiques està fortament emparentat al dels mixteca, tant en l'estil de representació com en els recursos de què disposaven. D'acord amb algunes fonts, l'escriptura mexica era hereva de la tradició de Teotihuacan; l'escriptura no ha estat investigada sistemàticament, en certa manera perquè es pensa que els teotihuacana no tenien escriptura (Duverger, 2000). Cap amoxtli mexica va sobreviure a la conquesta; alguns dels còdexs del centre de Mèxic produïts en l'època colonial són còpies d'antics còdexs mexiques els originals dels quals es van perdre.
Es pensa que els còdexs del grup Borja s'elaboraren a la regió Mixteca-Puebla per encàrrec dels mexiques, tot i que es van realitzar seguint l'estil d'aquesta zona.
Per poder endinsar-nos en el món dels jeroglífics nahues hi ha dos punts importants a considerar. Primer, en els jeroglífics, el pintor sacrifica la bellesa del dibuix i el seu saber artístic a la necessitat de guanyar temps; no són pintures, són signes gràfics destinats a despertar idees repetides sempre de la mateixa manera d'acord amb un sistema convencional, i com a tal practicat. Segon, l'escriptura jeroglífica és mixta, ja que s'hi fan servir signes pictogràfics, ideogràfics i fonètics.

## Classificació dels símbols de l'escriptura mexica

### Mímica o figuratius o pictogràfics

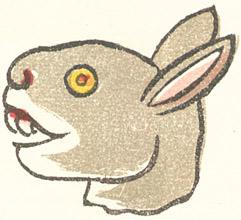
Símbol mexica per a conill (tochtli)

Els han anomenats també kiriològics, que deriva de les paraules gregues kiri, 'propi', i logos, 'llenguatge'. Representen simplement l'objecte sense una altra idea associada. La figura d'un humà, d'una casa, només porten a l'enteniment les idees d'humà i de casa en general, sense relació de temps, lloc, nacionalitat, ús, etc. Trobem en aquesta secció totes les coses conegudes dels nahues.
I. Alguns cossos celestes com l'estrella Citlalli
II. L'home i la dona, de diverses edats i condicions
III. Membres aïllats d'humans i animals
IV. Quadrúpedes salvatges o domèstics
V. Quadrumans
VI. Rèptils o una altra espècie d'animals
VII. Aus diverses
VIII. Peixos
IX. Certs insectes
X. Arbres, plantes, flors, fruites, llavors i gomes
XI. Peces de vestit o adorns
XII. Mobles, armes i insígnies
XIII. Estris
XIV. Edificis i construccions
XV. Instruments musicals, d'arts i d'oficis

### Tròpics o simbòlics

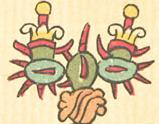
Tenochtitlan, com apareix escrit en el Còdex Telleriano-Remensis

Començant l'art de l'escriptura per reproduir per mitjà de còpies dels objectes existents en la natura, cap obstacle seriós va poder trobar el pintor, però a poc d'observar devia trobar-se amb un altre ordre d'objectes, que si bé són materials, no ofereixen sempre una figura determinada; l'aigua, l'aire, les pedres, el cel, etc. En aquests casos i en casos anàlegs, la pintura no podia prendre el retrat, però com hi havia necessitat d'esmentar aquells objectes, es determinà la invenció d'un signe convencional disposat per recordar en la ment el nom i la idea que estava referint. En caminar l'humà sobre la terra tova, deixa impresa la planta del peu nu; aquesta empremta despertà la idea de camí, moviment, translació, fugida, etc., i es va prendre per signe convencional de cadascuna d'aquestes idees. La llengua és l'òrgan principal i aparent per a produir la parla; es va prendre una llengua o vírgula per expressar la paraula. El cant és una parla produïda amb més esforç i adornada amb inflexions agradables: una llengua o vírgula més gran de la que expressa la parla i amb dibuixos ornamentals representava el cant. La diferència entre aquests i els signes mímics o figuratius queda establerta per la seva naturalesa: el dibuix que representa un tochtli, com a signe figuratiu, no desperta altra idea que la de l'animal mateix i pot ser llegit, diguem-ho així, en tots els idiomes. No passa el mateix amb els caràcters simbòlics, la figura convencional no porta a la ment cap idea, fins que se li atribueixi alguna semblança més o menys remota amb un objecte conegut, i llavors significa el que bé li sembli a l'observador: el sentit veritable només li arriba a qui en sap el valor convencional. És a dir, per a llegir un caràcter simbòlic, cal saber i acceptar el significat que l'inventor va donar-li.

### Enigmàtics o ideogràfics
Són dibuixos naturals representatius d'idees; intenten reproduir per signes les accions i passions, les coses abstractes. Els pobles antics van expressar per signes escrits déu, l'ànima i les passions humanes, però aquests signes eren arbitraris i en certa manera convencionals, tot i que provinents d'analogies més o menys veritables entre el món físic i el moral; així, el lleó es va prendre per expressar la idea de força. La dificultat de representar objectes com l'aigua, l'aire i sobretot les idees abstractes, com moviment i direcció, només es va poder vèncer en inventar una figura convencional que per si sola representés aquell objecte o idea, i que unida amb d'altres de la mateixa classe o en combinació amb alguns signes figuratius, representava no sols un objecte, sinó un pensament sencer. Així, els mexicans amb el signe Ollín, que significa moviment, col·locat sobre el símbol representatiu de la terra, expressaven exactament la idea de terratrèmol. Els caràcters enigmàtics i ideogràfics, per la seva naturalesa, són també simbòlics: la diferència entre ambdós és que els primers representen idees, i els segons objectes materials de manera indeterminada. S'originaren per diverses fonts:
I. Sinècdoque, pintant la part pel tot. Un exemple de caràcter enigmàtic se'n troba en el Còdex Mendoza. Es compon d'un escut chimalli, sota el qual es treu un grapat de fletxes. Mitla, els caràcters mímics de què està compost el grup jeroglífic, expressen les idees de guerra i batalla; si s'uneixen els sons llançats per la pintura obtindríem Mitla chimalli, metàfora que en llengua mexicana vol dir: 'guerra, batalla', el grup no sols és ideogràfic sinó fins fonètic.
II. Metonímia, no és en si un tipus de lectura, sinó un recurs per a la memòria només llegible entre els creadors d'aquest recurs; és a dir, es representa una idea que, al seu torn, en suggereix una altra; per exemple, per als primers cristians, el símbol del peix representava Crist, és a dir, aquests símbols són un auxiliar per a la memòria dels que coneixen el significat d'aquests símbols. A aquesta classe pertanyen el cicle expressat per fustes que servien per a encendre el foc nou, l'any simbolitzat per l'herba, la idea de déu expressada pel símbol del sol, els estris de la pintura presos per representar l'escriptura i el pintor.
III. Metàfora: adopta generalment un caràcter simbòlic per expressar la idea, per mitjà de semblances perceptibles les unes, arbitràries o suposades les altres, entre el signe i la idea concebuda. Així, el tigre ocelotl i l'àguila cuauhtli signifiquen valor, i els guerrers distingits en l'exèrcit; el símbol xihuitl respon a la idea de cosa preciosa, les plomes quetzalli diuen 'cosa fina'.
IV. Enigmes, emprats per a representar la idea d'una figura fantàstica de vegades, de pura convenció sempre, que no té semblança en la natura sinó molt remotament i que presenta una idea reportada de molt lluny. Aquests són el símbol del déu Tlàloc que signifiquen
pluja i bon temps, i la generalitat de les figures mitològiques.

### Fonètics
Representen sons o pronúncies. Els caràcters emprats han perdut tota relació o associació mental amb els objectes representats i únicament denoten sons, no representen imatges ni idees. Aquesta forma d'escriptura s'emprà principalment per a representar noms de persones i llocs. Tot i l'escassetat de còdexs que es van salvar de la destrucció duta a terme pels invasors conqueridors, és possible formular alguns principis generals sobre aquesta manera d'escriptura.
I. Sabem del cert que els nahua desenvoluparen un sistema de glifs per representar fonèticament nombroses síl·labes i algunes lletres ATL (a) ETL (e) ohtli (o).
II. Aquests glifs fonètics, sil·làbics i alfabètics deriven, com va passar en l'escriptura fonètica d'altres cultures, de la representació estilitzada de diversos objectes: el nom començava pel so que es pretenia simbolitzar.
III. L'escriptura fonètica nàhuatl va arribar a tenir plenament caracteritzats uns quants trets:
A) Glifs sil·làbics en general.
B) Glifs monosil·làbics que representen prefixos o sufixos: et (referència a algú o alguns) -tlan (locatiu), etc.
C) Glifs que representaven lletres, concretament la a com a resultat de l'estilització del glif ATL ('aigua') la i del glif ETL ('fesol') i la o de ohtli ('camí').
Amb la combinació de tots els tipus d'escriptura esmentats dels nahues, podien escriure i representar tots els noms coneguts per ells.